# Пам'ятки археології Дворічанського району
У Дворічанському районі Харківської області на обліку перебуває 37 пам'яток археології.
| № з/п | Охоронний № | Місцезнаходження об'єкту                                                                                                 | Назва об'єкту                                                            | Дослідник, рік обстеження | Розміри              | Кат     | Рішення Харківського ОВК, накази УКіТ | Охоронна зона: розміри, Рішення Харківського ОВК, накази УКіТ                                                        |
| ----- | ----------- | --- | ------------------------------------------------------------------------ | --- | -------------------- | ------- | ------------------------------------- | --- |
| 1.    | 2020        | смт. Дворічна Дворічанської сел/р                                                                                        | Кургани. 11.III тис. до н.е. – I тис. н.е.                               | Шрамко Б.А. та інші.1977р Криганов А.В., к.і.н. 1983р.Бакуменко К.І., зав. сектором охорони пам’яток археології ХІМ. 2002р.                                   | Вис. 0,3-2,5 м       | Місцева | № 413 від 19.08.85р.                  | 50м. №184 від 20.04.87р.(встановлена на 7 курганів)                                                                  |
| 2.    | 2021        | с. Бологівка Кам’янської с/р                                                                                             | Кургани. 6.III тис. до н.е. – I тис. н.е.                                | Шрамко Б.А. та інші.1977р Криганов А.В., к.і.н.1984р. Бакуменко К.І., зав. сектором охорони пам’яток археології ХІМ. 2003р.                                   | Вис. 0,5-1,0 м       | -<<-    | -<<-                                  | 50м. №184 від 20.04.87р.(встановлена на 3 кургани)10 м.Наказ УКіТ №19 від 17.02.2005р. (встановлена на 3 кургани)    |
| 3.    | 723         | с. Гороб’ївка (колишнє с. Новоселівка) Тавільжанської с/р, на південний схід від села, на схилі лів. Берега р. Калинової | Поселення салтівської культури. VIII-X ст.                               | Ляпушкін І.І., д.і.н., 1947р., Міхеєв В.К., д.і.н. 60-тірр. XX ст.                                                                                            | Площа 300х100 м      | -<<-    | № 61 від 25.01.72р.                   | 50м. №197 від 16.04.84р.                                                                                             |
| 4.    | 2022        | Богданівське (до 2016р колишнє с. Жовтневе) Богданівської с/р                                                            | Кургани. 24.III тис. до н.е. – I тис. н.е.                               | Шрамко Б.А. та інші.1977р Криганов А.В., к.і.н. 1983 р. Бакуменко К.І., зав. сектором охорони пам’яток археології ХІМ. 2003р.                                 | Вис. 0,5-2,0 м       | -<<-    | № 413 від 19.08.85р.                  | 50м. №184 від 20.04.87р. (встановлена на 4 кургани)10 м.Наказ УКіТ №19 від 17.02.2005р.                              |
| 5.    | 2023        | с. Западне Дворічанської сел/р                                                                                           | Кургани. 8.III тис. до н.е. – I тис. н.е.                                | -<<- | Вис. 1,5-3,0 м       | -<<-    | -<<-                                  | 50м. №184 від 20.04.87р. (встановлена на 3 кургани)10 м.Наказ УКіТ №19 від 17.02.2005р. (встановлена на 5 курганів)  |
| 6.    | 2024        | с. Касянівка Кутьківської с/р                                                                                            | Кургани. 3.III тис. до н.е. – I тис. н.е.                                | -<<- | Вис. 1,2-3,0 м       | -<<-    | -<<-                                  | 50м. №184 від 20.04.87р. (встановлена на 2 кургани).10 м.Наказ УКіТ №19 від 17.02.2005р. (встановлена на 1 курган)   |
| 7.    | 2415        | -<<- | Кургани. 12.III тис. до н.е. – I тис. н.е.                               | -<<- | Вис. 0,5-2,0 м       | -<<-    | № 142 від 20.03.91р.                  | 10 м.Наказ УКіТ №19 від 17.02.2005р.                                                                                 |
| 8.    | 2416        | с. Колодязне Колодязненської с/р                                                                                         | Кургани. 13.III тис. до н.е. – I тис. н.е.                               | -<<- | Вис. 0,3-3,5 м       | -<<-    | -<<-                                  | 10 м.Наказ УКіТ №19 від 17.02.2005р.                                                                                 |
| 9.    | 2018        | -<<- | Поселення зрубної культури.2-га пол. II тис. до н.е.                     | Криганов А.В., к.і.н. 1984р. | Площа не встановлена | -<<-    | № 413 від 19.08.85р.                  | 50м. №184 від 20.04.87р.                                                                                             |
| 10.   | 2025        | с. Красне Перше Кам’янської с/р                                                                                          | Кургани. 20.III тис. до н.е. – I тис. н.е.                               | Шрамко Б.А. та інші. 1977р Криганов А.В., к.і.н. 1984р. Бакуменко К.І., зав. сектором охорони пам’яток археології ХІМ. 2003р.                                 | Вис. 0,5-2,0 м       | -<<-    | -<<-                                  | 50м. №184 від 20.04.87р.(встановлена на 15курганів).10 м.Наказ УКіТ №19 від 17.02.2005р.                             |
| 11.   | 2026        | с. Кутьківка Кутьківської с/р                                                                                            | Кургани. 6.III тис. до н.е. – I тис. н.е.                                | -<<- | Вис. 0,5-1,0 м       | -<<-    | -<<-                                  | 50м. №184 від 20.04.87р.                                                                                             |
| 12.   | 2027        | с. Лиман Другий Лиманської Другої с/р                                                                                    | Кургани. 9.III тис. до н.е. – I тис. н.е.                                | -<<- | Вис. 0,8–2,0 м       | -<<-    | -<<-                                  | 50м. №184 від 20.04.87р. (встановлена на 3 кургани)10 м.Наказ УКіТ №19 від 17.02.2005р. (встановлена на 6 курганів)  |
| 13.   | 2029        | с. Миколаївка Миколаївської с/р                                                                                          | Кургани. 4.III тис. до н.е. – I тис. н.е.                                | -<<- | Вис. 0,8-1,8 м       | -<<-    | -<<-                                  | 50м. №184 від 20.04.87р. (встановлена на 3 кургани)                                                                  |
| 14.   | 2028        | с. Митрофанівка Петро-Іванівської с/р                                                                                    | Кургани. 8.III тис. до н.е. – I тис. н.е.                                | -<<- | Вис. 0,5-3,5 м       | -<<-    | -<<-                                  | 50м. №184 від 20.04.87р.                                                                                             |
| 15.   | 2017        | с. Піски Пісківської с/р                                                                                                 | Поселення доби мезоліту.IX-VI тис. до н.е.                               | Криганов А.В., к.і.н. 1984р. | Площа 3 га           | -<<-    | -<<-                                  | 50м. №184 від 20.04.87р.                                                                                             |
| 16.   | 2019        | -<<- | Поселення Піски - 1 зрубної культури. XV-XIII ст. н.е.                   | Криганов А.В., к.і.н. 1983р. | Площа 180 х 120 м    | -<<-    | -<<-                                  | 50м. №184 від 20.04.87р.                                                                                             |
| 17.   | 2243        | с. Піщанка Пісківської с/р                                                                                               | Кургани. 9.III тис. до н.е. – I тис. н.е.                                | Шрамко Б.А. та інші.1977р. Криганов А.В., к.і.н. 1983р. Бакуменко К.І., зав. сектором охорони пам’яток археології ХІМ. 2003р.                                 | Вис. 0,5-2,0 м       | -<<-    | № 183 від 20.04.87р.                  | 50м. №184 від 20.04.87р. (встановлена на 4 кургани)10 м.Наказ УКіТ №19 від 17.02.2005р. (встановлена на 8 курганів)  |
| 18.   | 2244        | с. Тавільжанка Тавільжанської с/р                                                                                        | Кургани. 16.III тис. до н.е. – I тис. н.е.                               | -<<- | Вис. 1,0-3,0 м       | -<<-    | -<<-                                  | 50м. №184 від 20.04.87р. (встановлена на 13 курганів).10 м.Наказ УКіТ №19 від 17.02.2005р. (встановлена на4 кургани) |
| 19.   | 724         | с. Тополі Кам’янської с/р, за 5 км від села, по дорозі в с. Кам’янку                                                     | Поселення доби бронзи та салтівської культури.ІІ тис. до н.е, VIII-X ст. | Ляпушкін І.І., д.і.н., 1947р. Міхеєв В.К. д.і.н. 60-ті рр. XX ст.                                                                                             | 250 х 150 м          | -<<-    | № 61 від 25.01.72р.                   | 50м. №197 від 16.04.84р.                                                                                             |
| 20.   |             | с. Великий Виселок Новоєгорівської с/ради. 1 курган розташований на північ за 3 км від села                              | Кургани                                                                  | Бакуменко К.І. –зав. сектору охорони пам’яток археології ХІМ. 2003 р.Енеоліт. Доба бронзи. Скіфський час. Раннє середньовіччя. III тис. до н.е. – I тис. н.е. | вис. 0,7 м           | Об’єкт  | Наказ УКіТ №25 від 02.03.05р.         | |
| 21.   |             | с. Вільшана Вільшанської с/ради. 18 курганів розташовані на північ від села                                              | Кургани                                                                  | – << – | вис. 0,5-2,5 м       | Об’єкт  | Наказ УКіТ №25 від 02.03.05р.         | |
| 22.   |             | с. Водяне Рідкодубівської с/ради.2 кургани, розташовані на північ та на північний схід від села                          | – << –                                                                   | – << – | вис. 1,0-2,0 м       | Об’єкт  | Наказ УКіТ №25 від 02.03.05р.         | |
| 23.   |             | с. Гракове Новоєгорівської с/ради. 4 кургани, розташовані на південь та на південний схід від села                       | – << –                                                                   | – << – | вис. 0,5-1,8 м       | Об’єкт  | Наказ УКіТ №25 від 02.03.05р.         | |
| 24.   |             | с-ще Дворічанське Кам’янської с/ради. 1 курган, розташований на захід за 3,5 км від селища                               | Курган                                                                   | – << – | вис. 1,0 м           | Об’єкт  | Наказ УКіТ №25 від 02.03.05р.         | |
| 25.   |             | с. Добролюбівка Токарівської с/ради. 2 кургани, розташовані на захід за 1 км від села                                    | Кургани                                                                  | – << – | вис. 0,6-1,3 м       | Об’єкт  | Наказ УКіТ №25 від 02.03.05р.         | |
| 26.   |             | с. Кам’янка Кам’янської с/ради. 6 курганів, розташовані навколо села                                                     | – << –                                                                   | – << – | вис. 0,3-2,0 м       | Об’єкт  | Наказ УКіТ №25 від 02.03.05р.         | |
| 27.   |             | с. Лозова Перша Кутьківської с/ради. 4 кургани, розташовані на північний захід від села за 1,7 км                        | – << –                                                                   | – << – | вис. 1,0-5,0 м       | Об’єкт  | Наказ УКіТ №25 від 02.03.05р.         | |
| 28.   |             | с. Мечнікове Токарівської с/ради. 12 курганів, розташовані на північ, південь та захід від села                          | – << –                                                                   | – << – | вис. 0,5-1,8 м       | Об’єкт  | Наказ УКіТ №25 від 02.03.05р.         | |
| 29.   |             | с. Новоєгорівка Новоєгорівської с/ради. 4 кургани, розташовані на південний схід за 2,5 км від села                      | – << –                                                                   | – << – | вис. 0,8-4,0 м       | Об’єкт  | Наказ УКіТ №25 від 02.03.05р.         | |
| 30.   |             | с. Новомлинськ Петро-Іванівської с/ради. 7 курганів, розташовані на захід та на північний захід від села                 | – << –                                                                   | – << – | вис. 0,3-1,8 м       | Об’єкт  | Наказ УКіТ №25 від 02.03.05р.         | |
| 31.   |             | с. Піски Пісківської с/ради. 23 кургани, розташовані навколо села з південного боку                                      | – << –                                                                   | – << – | вис. 0,6-2,0 м       | Об’єкт  | Наказ УКіТ №25 від 02.03.05р.         | |
| 32.   |             | с. Першотравневе Вільшанської с/ради. 3 кургани, розташовані на схід за 2 км від села                                    | – << –                                                                   | – << – | вис. 0,5-1,5 м       | Об’єкт  | Наказ УКіТ №25 від 02.03.05р.         | |
| 33.   |             | с. Петро-Іванівка Петро-Іванівської с/ради. 16 курганів розташовані навколо східної околиці села                         | – << –                                                                   | – << – | вис. 0,5-2,0 м,      | Об’єкт  | Наказ УКіТ №25 від 02.03.05р.         | |
| 34.   |             | с. Рідкодуб Рідкодубівської с/ради 2 кургани, розташовані на північ та на захід від села                                 | – << –                                                                   | – << – | вис. 1,0-1,5 м       | Об’єкт  | Наказ УКіТ №25 від 02.03.05р.         | |
| 35.   |             | с. Терни Новоєгорівської с/ради. 5 курганів, розташовані на північ та на південь від села                                | – << –                                                                   | – << – | вис. 0,3-2,0 м       | Об’єкт  | Наказ УКіТ №25 від 02.03.05р.         | |
| 36.   |             | с. Тополі Кам’янської с/ради. 6 курганів, розташовані навколо села                                                       | – << –                                                                   | – << – | вис. 0,6-2,0 м       | Об’єкт  | Наказ УКіТ №25 від 02.03.05р.         | |
| 37.   |             | с. Фіголівка Петро-Іванівської с/ради. 1 курган, розташований на північ від села за 0,2 км                               | Курган                                                                   | – << – | вис. 2,0 м           | Об’єкт  | Наказ УКіТ №25 від 02.03.05р.         | |
|       |             | |                                                                          | |                      |         |                                       | |

## Джерело
Лист Харківської Облдержадміністрації на запит ВМ УА від 28 березня 2012. Файли доступні на сайті конкурсу WLM.